# Переяслов, Михаил Николаевич
Михаил Николаевич Переяслов (род. 7 марта 1966, Ангарск, Иркутская область) — советский и российский хоккеист, защитник. Тренер.

## Биография
Воспитанник ангарского «Ермака», в составе которого дебютировал в сезоне 1982/83 второй лиги. В 1986 году в рамках прохождения армейской службы перешёл в хабаровский СКА. Провёл за команду 18 сезонов, сыграл 846 матчей, став рекордсменом по этому показателю. В начале сезона 2000/01 из-за конфликта с новым главным тренером команды, уже называвшейся «Амур», Сергеем Борисовым, перешёл в «Сибирь». Вскоре, после увольнения Борисова, проведшего только одну игру, вернулся обратно. Завершил карьеру в 39 лет после сезона 2004/05, в котором играл за команду Азиатской хоккейной лиги «Голден Амур».
Помог СКА в 1996 году выйти в РХЛ — в последнем матче сезона высшей лиги против «Дизелиста» при счёте 1:4 сделал дубль, забив победную шайбу.
Всего на профессиональном уровне провёл 24 сезона, в которых сыграл 1040 игр.
В 2005 году возглавил возрождённый «Ермак», в котором проработал до сентября 2007 года.
В сезоне 2020/21 работал тренером защитников в команде КХЛ «Амур».